# 呼吸治疗师
呼吸治療師（英語：respiratory therapist），在台灣為法定醫事人員之一。
在加護病房，呼吸器調整、優化與管理機械通氣以及呼吸器脫離訓練，主要為呼吸治療師所負責。
工作業務為透過各種呼吸治療方式，例如心肺復甦、氣道維持與人工氣道置入、氧氣等氣體治療、噴霧治療、胸腔物理治療、肺擴張治療以及呼吸器機械通氣等，來治療呼吸疾患。藉此提供心肺緊急救治支持以延續生命，或提高病患生活品質、維持基本呼吸功能。
而呼吸治療師會接觸各種各樣的病人，任何與呼吸相關急重症——從心臟衰竭、呼吸衰竭、器官移植、氣喘、慢性阻塞性肺疾病、肺炎、肺結核、氣胸、肺栓塞、急性呼吸窘迫症候群（ARDS）、創傷、溺水、燒燙傷、敗血症、休克、心肺停止、神經肌肉疾病、 新生兒胎便吸入症候群（MAS）、新生兒肺高壓（PPHN）、新生兒暫時性呼吸急促（TTNB）等，或心肺復原、睡眠疾患睡眠呼吸中止症，都可以看到呼吸治療師的身影。
呼吸治療師必須了解肺部機能與呼吸生理，也須具有重症醫學、治療設備學、藥理學（特別是支氣管擴張劑等吸入性藥物）等相關醫學知識。最重要的是相當熟悉呼吸器機械原理、作用生理與臨床應用，才得以靈活調整、挽救生命。因此，呼吸治療師需要接受專業的訓練。
在台灣，呼吸治療師需要呼吸治療學系大學學歷（理學學士）才得以經國家考試考取執照，執行醫療業務。在美國幾乎所有的呼吸治療師都需要有執照。

## 業務範圍

### 法律條文
根據中華民國（台灣） 2002 年通過的呼吸治療師法， 呼吸治療師需經國家考試後得執行以下業務：
1. 呼吸治療之評估及測試。
2. 機械通氣治療。
3. 氣體治療。
4. 呼吸功能改善治療。
5. 其他經中央主管機關認可之呼吸治療業務。

呼吸治療師執行業務，應在醫師指示下行之。

### 領域分類
可大致分以下領域：
- 重症呼吸治療（成人）
- 小兒與新生兒呼吸治療
- 長期與居家呼吸照護
- 心肺復健與肺復原
- 睡眠治療

### 醫院業務
詳細包含：
- 維持呼吸道處置照護，包含人工氣道（氣管內管、氣切管等）護理、協助醫師插管
- 機械通氣治療，意即正壓或負壓、侵襲性或非侵襲性之呼吸器操作，包含係數（潮氣容積、通氣壓力、氧氣濃度、吐氣末正壓、呼吸速率、警報等）調整、通氣模式選擇。
- 呼吸器脫離訓練與評估、呼吸肌肉能力鍛鍊與評估以及長期呼吸器維持。
- 各種醫療氣體治療（氧氣、高壓氧、一氧化氮、氦氣等）
- 濕氣治療
- 霧氣治療（吸入性藥物，支氣管擴張劑、化痰、抗發炎的類固醇等）

呼吸治療師相關業務
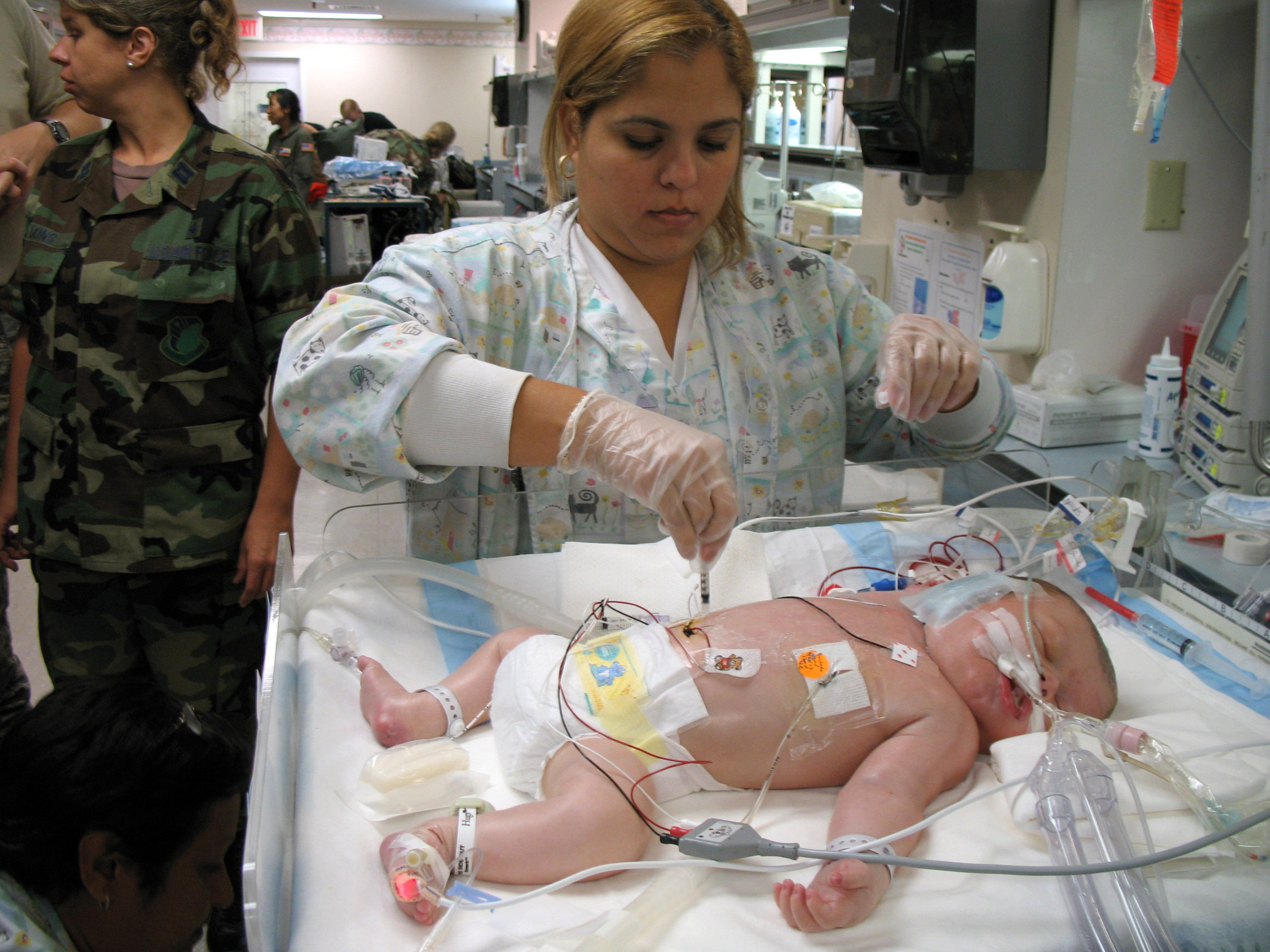
呼吸治療師在三天大的新生兒身上抽取血液樣本，為轉移至體外膜氧合（葉克膜）做準備。
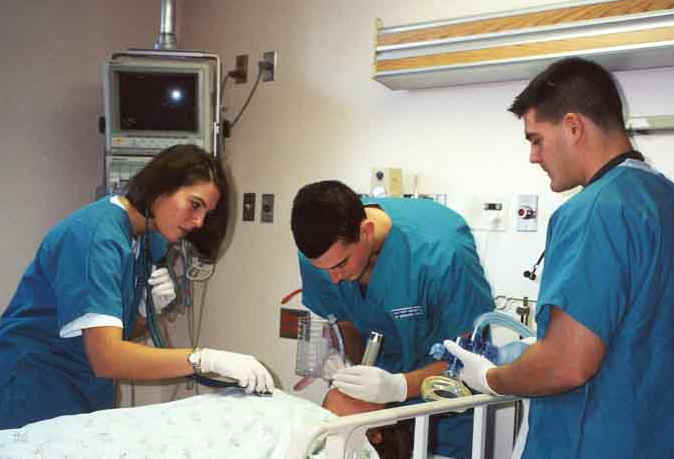
呼吸治療學生練習插管、聽診以及甦醒球面罩正壓通氣。
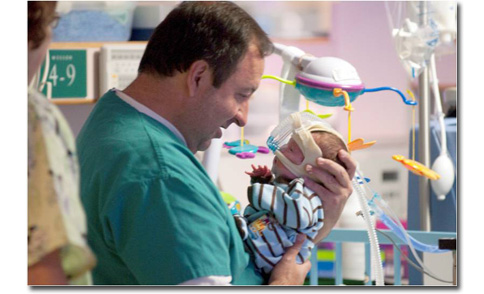
在新生兒加護病房（NICU）的呼吸治療師檢查新生兒臉上的經鼻正壓通氣裝置。
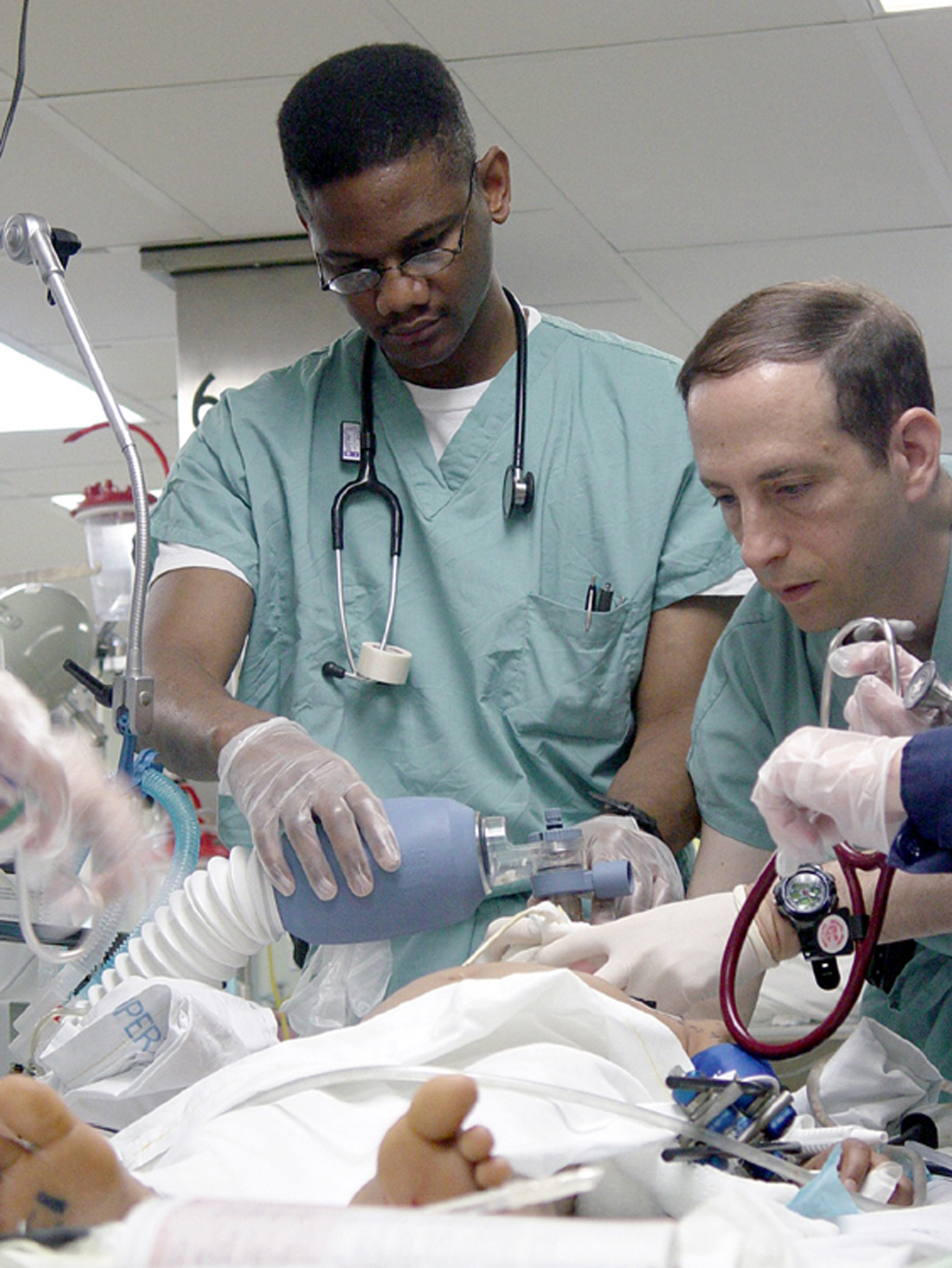
位於加護病房的呼吸治療師為病患擠壓甦醒球以正壓通氣，提供緊急心肺救治。
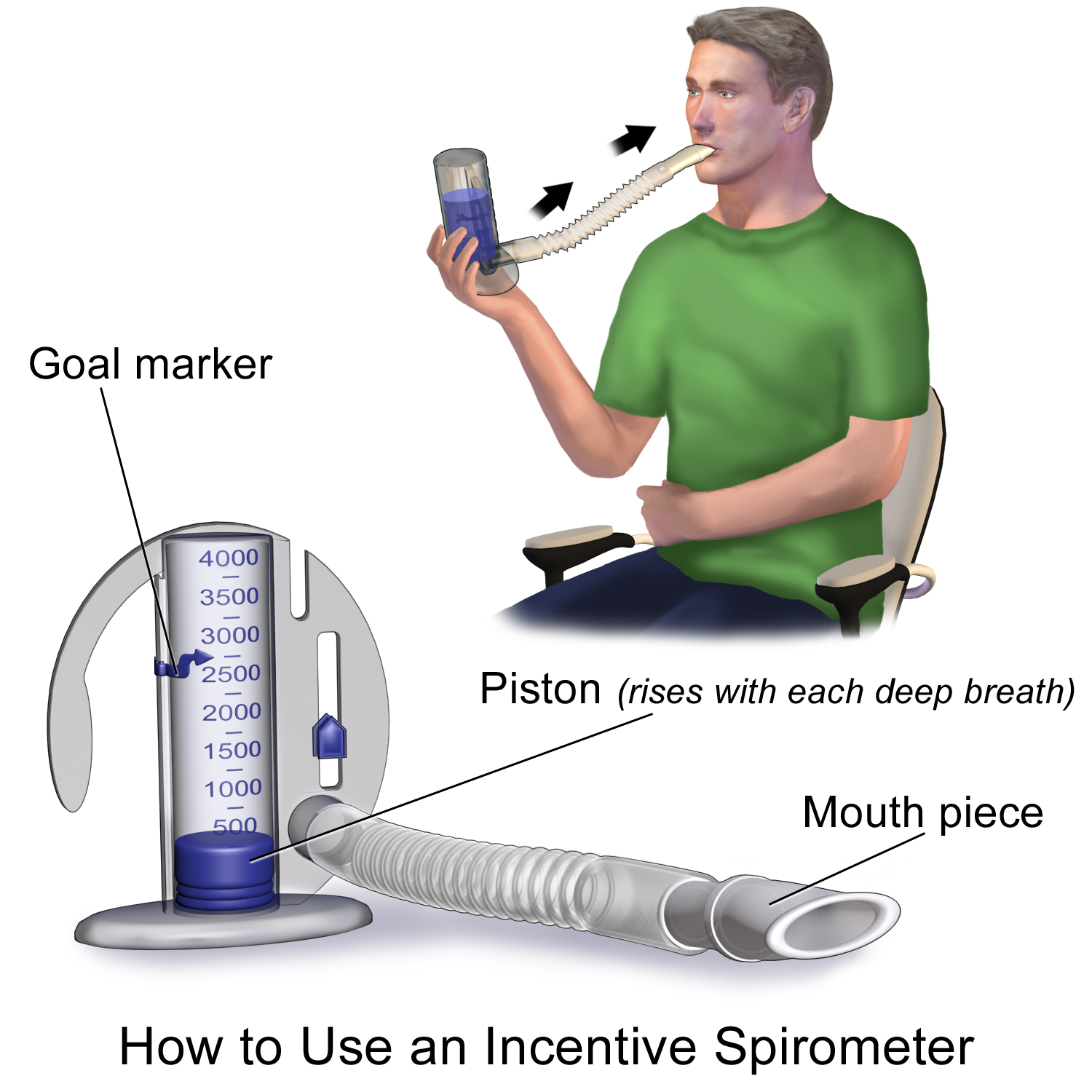
肺擴張治療及胸腔物理治療（抽痰、拍痰、姿位引流（英语：Postural drainage）、咳痰機、誘發性肺量計、高頻胸壁震盪裝置等）
- 呼吸治療器材之使用與維護，如袋瓣罩甦醒球、吐氣二氧化碳測量儀（英语：Capnography）、吐氣末正壓閥等
- 評估氧合（血液氧氣飽和濃度）、碳酸血值與動脈血抽取與分析（英语：Arterial blood gas test）
- 心肺功能相關之檢查
- 心肺復健、呼吸功能復原照護與呼吸肌肉訓練
- 居家及慢性呼吸照護
- 呼吸技巧與肺部疾病（包含氣喘、慢性阻塞性肺疾病、氣胸、戒菸等）衛教與指導。
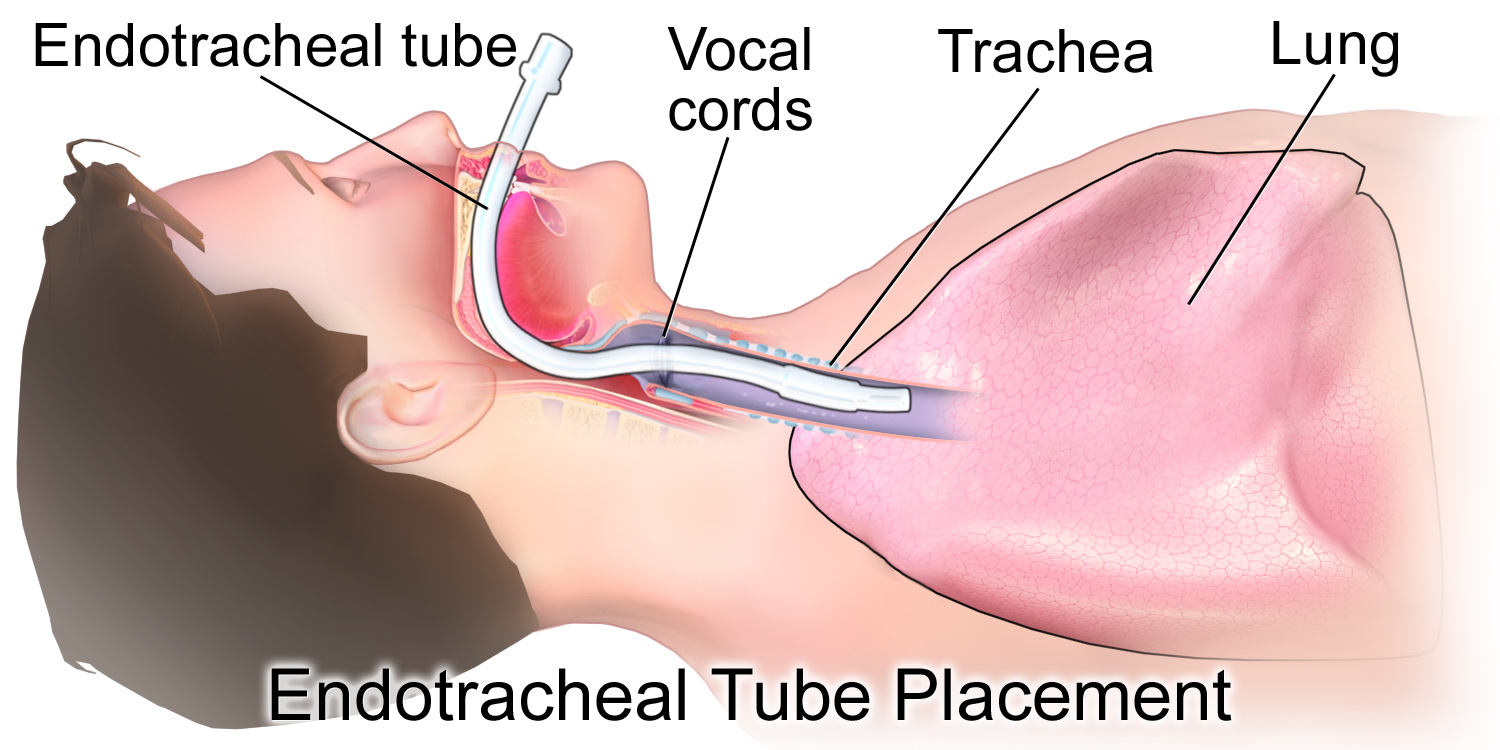
關閉氣切管訓練、發聲器使用指導。
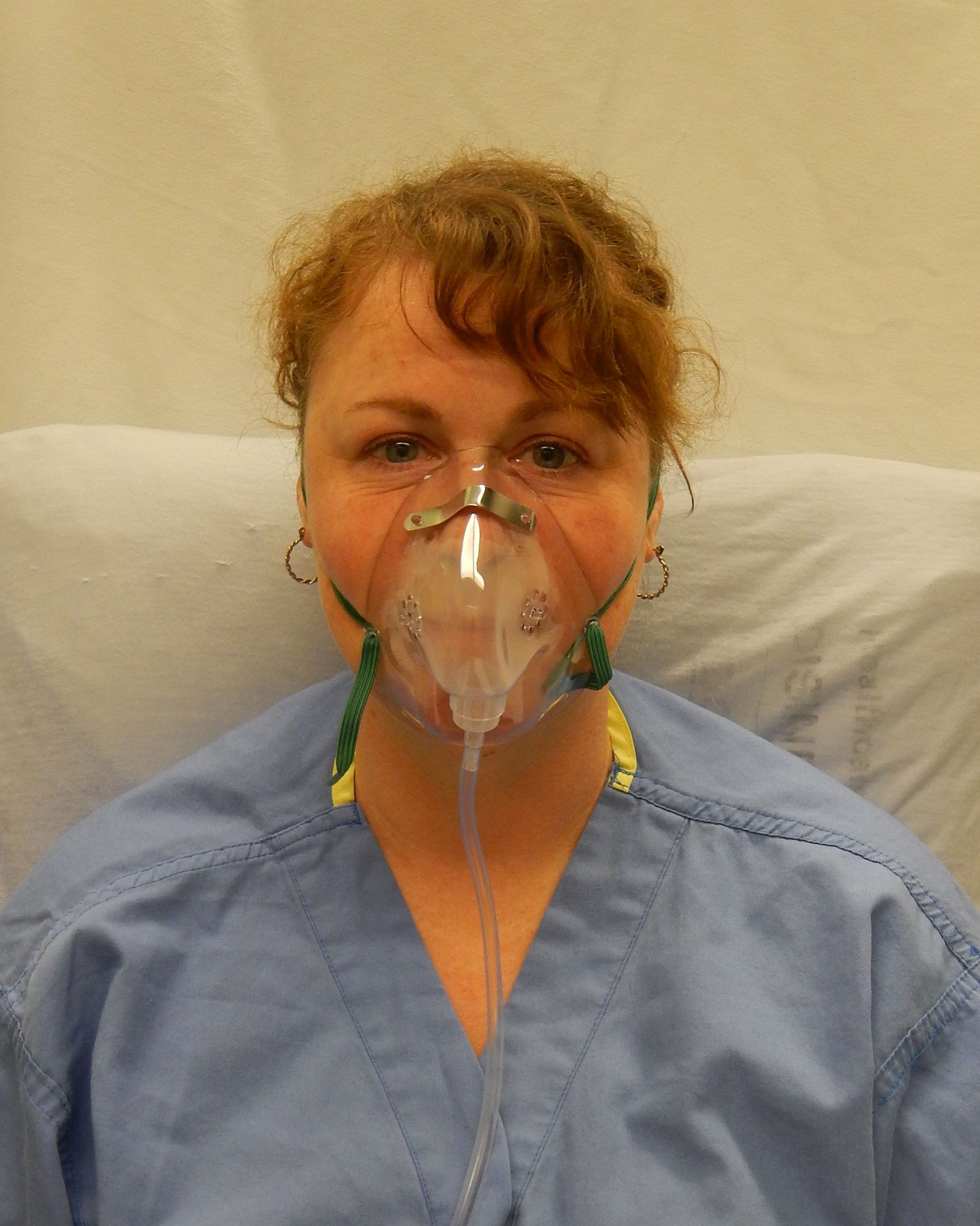
氧氣治療：氧氣面罩。
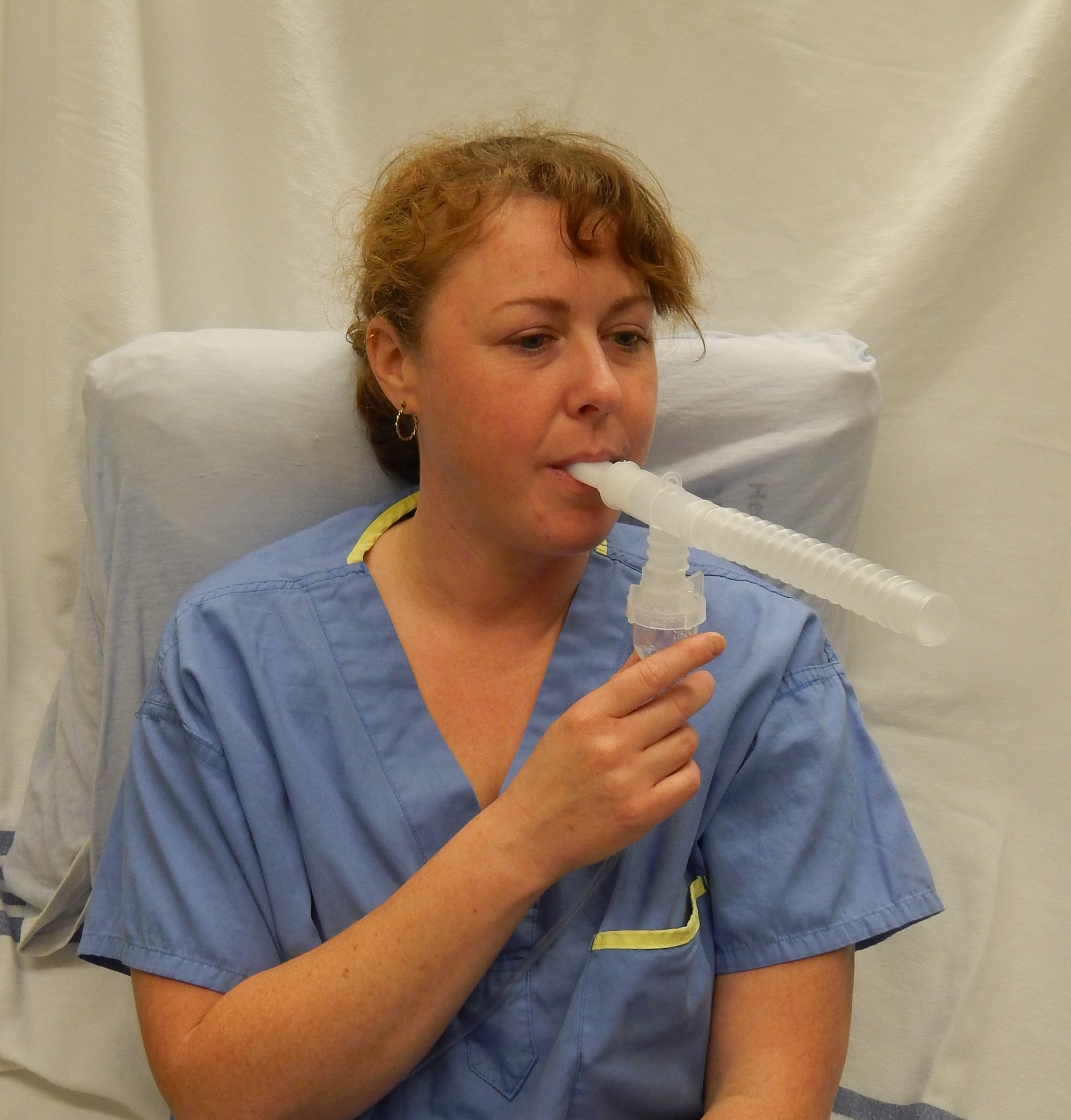
霧氣治療：吸入藥物。
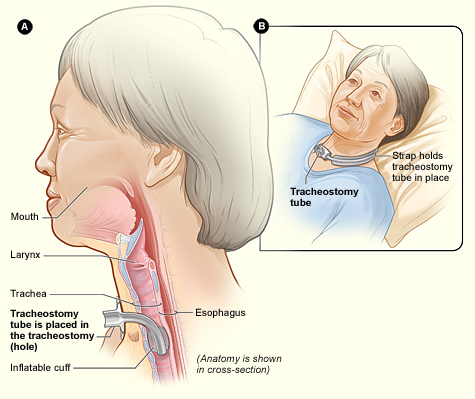
氣切管。
睡眠檢查與用於睡眠呼吸中止症的睡眠呼吸器之操作與維護。
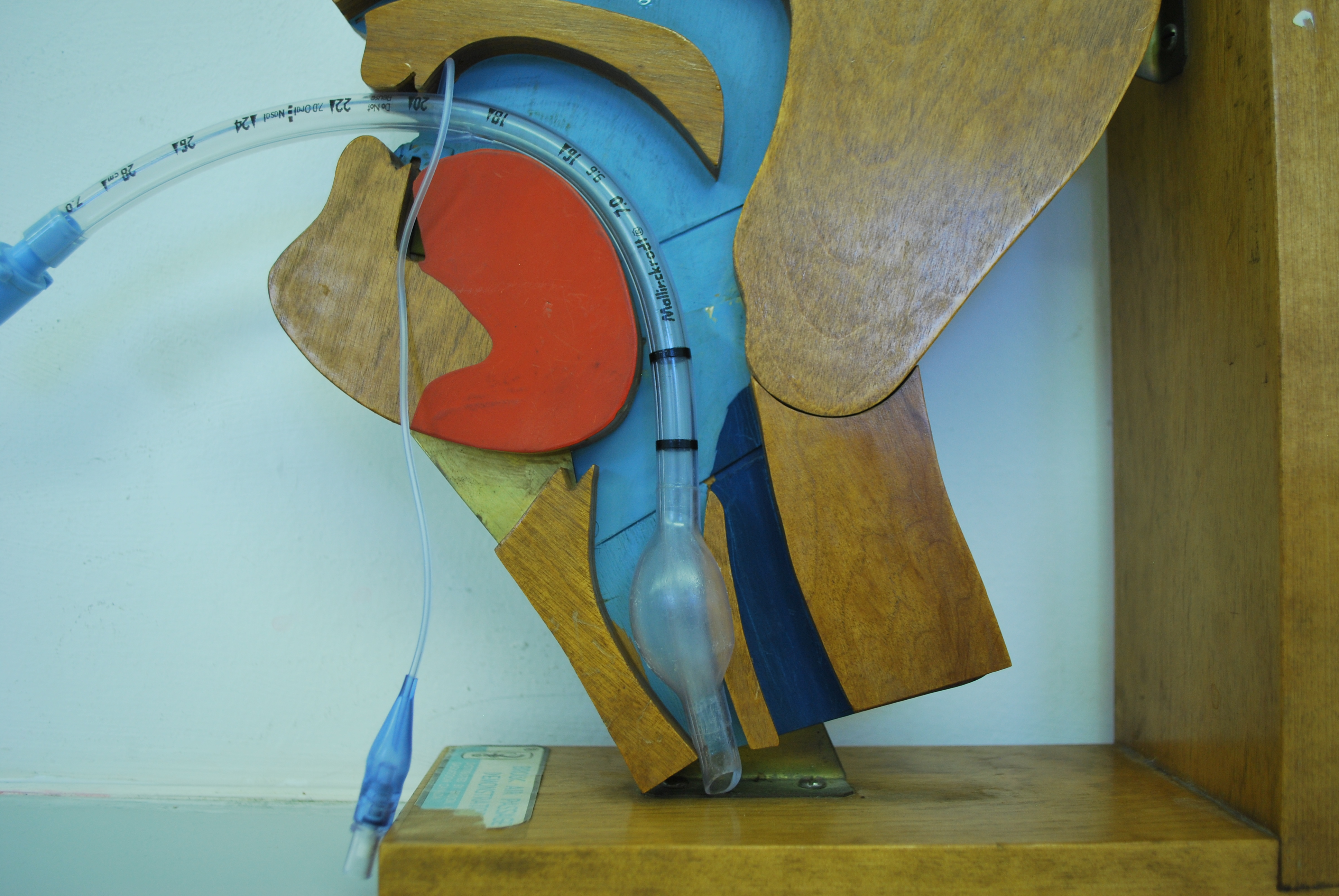
氣管內管放置。
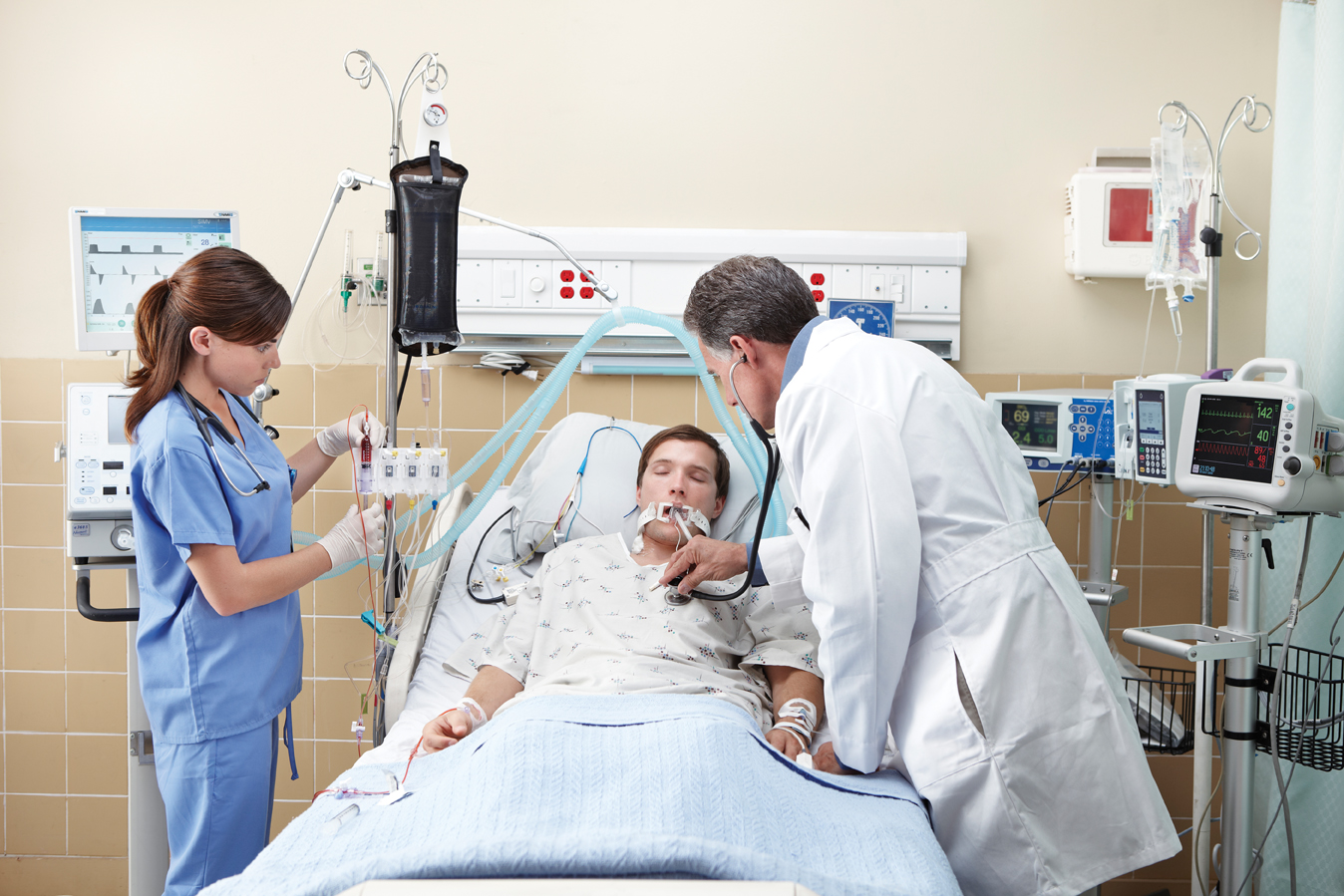
加護病房病人插管使用呼吸器，並受到聽診
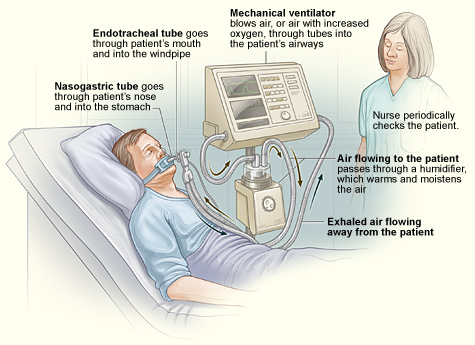
插管病患使用呼吸器示意圖
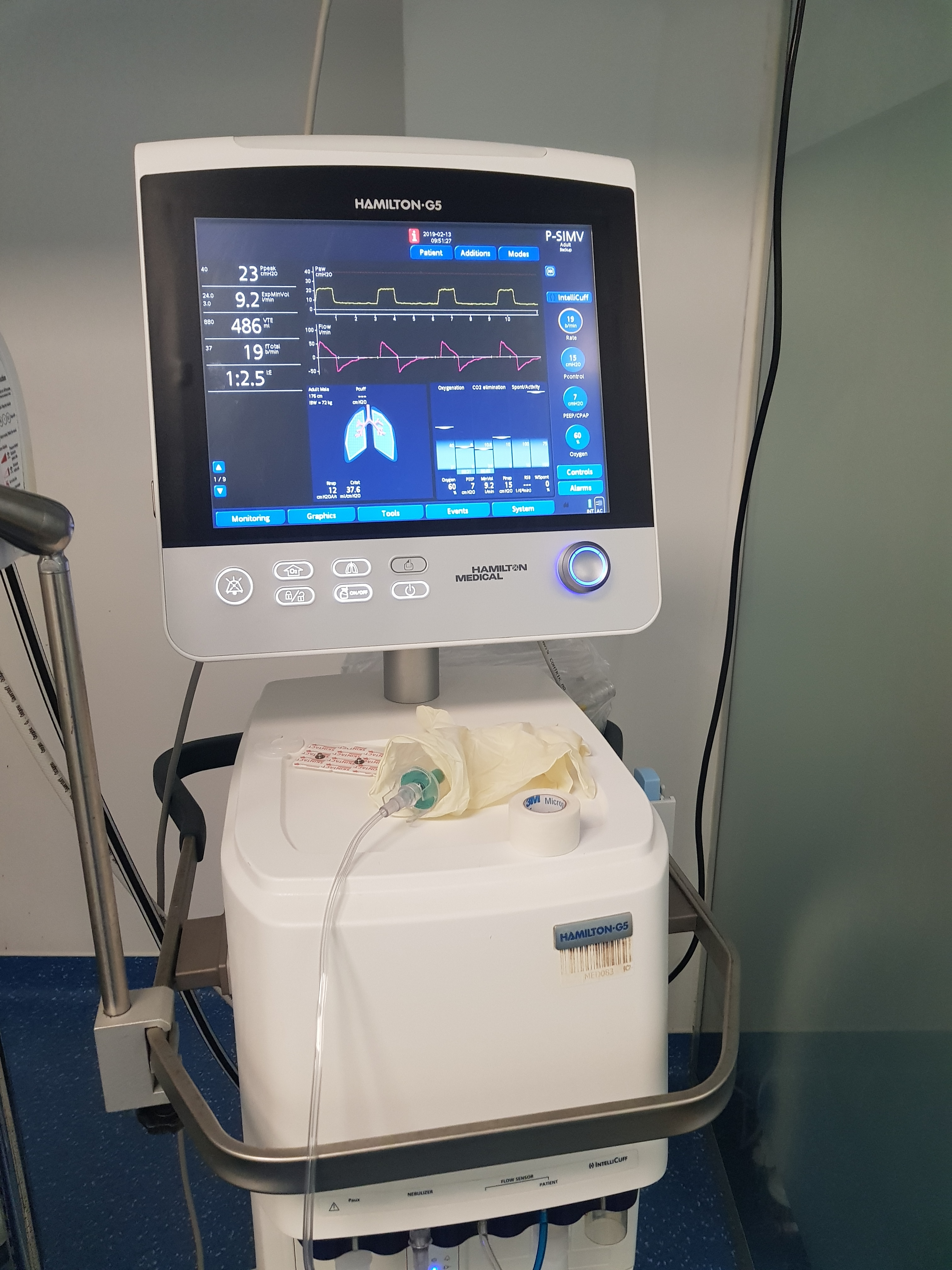
現代加護呼吸器：Hamiton G5
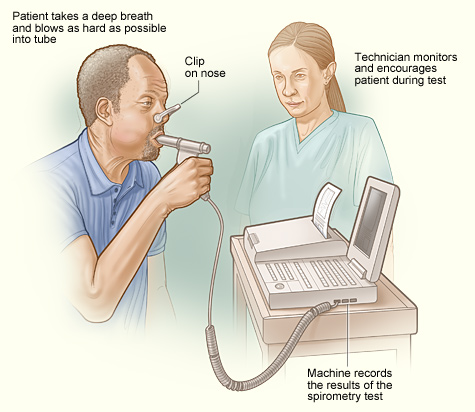
肺量計
  - 呼吸治療師相關業務
  - 呼吸治療師在三天大的新生兒身上抽取血液樣本，為轉移至體外膜氧合（葉克膜）做準備。
  - 呼吸治療學生練習插管、聽診以及甦醒球面罩正壓通氣。
  - 在新生兒加護病房（NICU）的呼吸治療師檢查新生兒臉上的經鼻正壓通氣裝置。
  - 位於加護病房的呼吸治療師為病患擠壓甦醒球以正壓通氣，提供緊急心肺救治。
  - 誘發性肺量計，用於肺擴張治療。
  - 插管使用之氣管內管置放圖。
  - 氧氣治療：氧氣面罩。
  - 霧氣治療：吸入藥物。
  - 氣切管。
  - 非侵襲性呼吸器。
  - 氣管內管放置。
  - 加護病房病人插管使用呼吸器，並受到聽診
  - 插管病患使用呼吸器示意圖
  - 現代加護呼吸器：Hamiton G5
  - 肺量計

### 服務機構
- 醫院臨床（醫學中心、區域醫院、地區醫院等）
  - 內外科、神經、心臟、燒燙傷、兒科及新生兒等加護病房（ICU，Intensive Care Unit）
  - 呼吸照護中心（RCC，Respiratory Care Center）
  - 呼吸照護病房（RCW，Respiratory Care Ward）
  - 呼吸治療科
  - 急診室
  - 肺功能或心肺檢查室
  - 肺復原中心
  - 高壓氧艙
  - 睡眠檢查中心
- 居家呼吸照護所
- 呼吸治療等醫療器材廠商、銷售
- 大學等學術機構

## 學術養成

### 演革歷史
民國 83 年以前，參考美國醫療制度仿創呼吸治療師，各大醫學中心從醫療人員中自行培訓成為呼吸治療人員。
民國 83 年起由衛生署（現為衛福部）補助，中華民國呼吸照護學會（現為中華民國呼吸治療學會（页面存档备份，存于））主辦，各大醫院協辦為期六個月之儲訓班，成為當時呼吸治療專業人員的主要培訓管道。 至民國91年2月底止，共開十三期儲訓班，培訓 967 名呼吸治療專業人員。
民國 91 年 1 月 16 日呼吸治療師法經總統公告實施，呼吸治療師的來源轉由正式大學學院教育體系負責，並需經考試院國家考試「專門職業及技術人員高等考試呼吸治療師考試」合格，才得以取得呼吸治療師執照以執行相關醫療業務。
爾後，中華民國呼吸照護學會（現為中華民國呼吸治療學會）卸下了負責培訓教育的重擔，專責繼續教育部份。

### 現今高等教育
目前臺灣在以下大專院校有提供呼吸治療師的養成教育：
| 校系                                        | 正式招生 | 理學副學士 | 理學學士 | 理學碩士 | 哲學博士 |
| ------------------------------------------- | -------- | ---------- | -------- | -------- | -------- |
| 臺北醫學大學 呼吸治療學系                   | 2003     | －         | ✔        | ✔        | －       |
| 長庚大學 呼吸治療學系                       | 2006     | －         | ✔        | －       | －       |
| 長庚大學 臨床醫學研究所（呼吸重症照護組）   | 2007     | －         | －       | ✔        | －       |
| 高雄醫學大學 呼吸治療學系                   | 2004     | －         | ✔        | －       | －       |
| 高雄醫學大學 醫學研究所（呼吸治療學組）     | 2015     | －         | －       | ✔        | －       |
| 輔仁大學 呼吸治療學系                       | 2008     | －         | ✔        | －       | －       |
| 長庚科技大學（嘉義分部） 呼吸照護系（二技） | 2006     | －         | ✔        | －       | －       |

備註：
- 理學副學士 (Associate of Science, AS)：頒授給二專以及五專的畢業生
- 哲學博士 (Doctor of Philosophy, Ph.D)：頒授給研究所博士班畢業生

### 基本共同學分
- 基礎醫學（解剖學、生理學、病理學、藥理學、微生物及免疫學、理學身體檢查與評估、基本照護學）
- 基本呼吸治療學
- 呼吸設備器材學
- 呼吸器生理、原理及臨床應用
- 心肺疾病學
- 重症呼吸治療學
- 小兒呼吸治療學
- 長期呼吸治療學
- 胸腔Ｘ光（CXR）影像判讀
- 心肺監測學

## 資格取得

### 法律總則
中華民國國民經「專門職業及技術人員高等考試呼吸治療師考試」及格，並依本法領有呼吸治療師證書者，得充任呼吸治療師。
非領有呼吸治療師證書者，不得使用呼吸治療師名稱。

### 應試與考試及格證書單位
中華民國考試院考選部

### 呼吸治療師證書單位
中華民國衛福部醫事司

### 有效期限
需每六年修滿繼續教育課程 120 點以換發執照 

### 應考資格
中華民國國民，經公立或立案之私立大學、獨立學院或符合教育部採認規定之國外大學、獨立學院呼吸照護、呼吸治療系、所、組畢業，並經實習期滿成績及格，領有畢業證書者，得應本考試。

### 應試科目
採電腦筆試方式行之，應試科目之試題題型，均採測驗式試題。
- 心肺基礎醫學（包括解剖學、生理學、藥理學）
- 基礎呼吸治療學（包括呼吸治療倫理）
- 呼吸治療儀器設備學
- 呼吸器原理及應用
- 重症呼吸治療學
- 呼吸疾病學

## 相關文化

### 紀念節慶
- 呼吸治療師節：12月21日[19]

## 外部連結
- 國際呼吸照護聯會（页面存档备份，存于）（ICRC，International Council for Respiratory Care）
- 美國呼吸照護學會（页面存档备份，存于）（AARC，American Association for Respiratory Care）
- 加拿大呼吸治療師學會（页面存档备份，存于）（CSRT，Canadian Society of Respiratory Therapists）
- 台灣呼吸治療學會（页面存档备份，存于）（TSRT，Taiwan Society for Respiratory Therapy）
- 中華民國呼吸治療師公會全國聯合會（页面存档备份，存于）（RTSROC，Respiratory Therapist Society of the Republic of China）

 本文全部或部分内容来自美国联邦政府所属的美国之音网站。根据版权条款（英文）和有关美国政府作品版权的相关法律，其官方发布的内容属于公有领域。